# Santa Maria de Porredon
Santa Maria de Porredon és una capella romànica de Lladurs (Solsonès) protegida com a Bé Cultural d'Interès Local.

## Descripció
Es tracta d'una capella rural aïllada situada al Serrat de Porredon, a prop de la masia del mateix nom, entre boscos i conreus, dins de l'entitat de població de Montpol al municipi de Lladurs. La capella és d'una nau de planta rectangular amb absis semicircular i coberta a dues aigües de teula àrab amb el carener perpendicular a la façana principal. Al frontis presenta un portal d'arc de mig punt adovellat amb brancals de blocs de pedra escairada. Al mur de l'absis hi ha una petita obertura de doble esqueixada amb arc de mig punt. El revestiment és de maçoneria de pedres treballades de diferent grandària disposades en filades més o menys regulars. La part superior està coronada per un campanar d'espadanya d'un sol arc. A l'interior hi ha un altar de pedra i un retaule datat de l'any 1814, la coberta del sostre és de fusta a doble vessant amb bigues.

## Història
La capella d'origen romànic només conserva l'absis semicircular. La resta de la nau és de construcció posterior, probablement del segle xix, coincidint amb la data del retaule i de l'ampliació del mas.